# ايمي قو
ايمي قو (بالصينية: 郭藹明) هي عارضة وممثلة صينية، ولدت في 26 سبتمبر 1967 بهونغ كونغ في الصين.

## وصلات خارجية
- ايمي قو على موقع IMDb (الإنجليزية)
- ايمي قو على موقع أول موفي (الإنجليزية)
- ايمي قو على موقع قاعدة بيانات الفيلم (الإنجليزية)